# Herzogtum Rawa

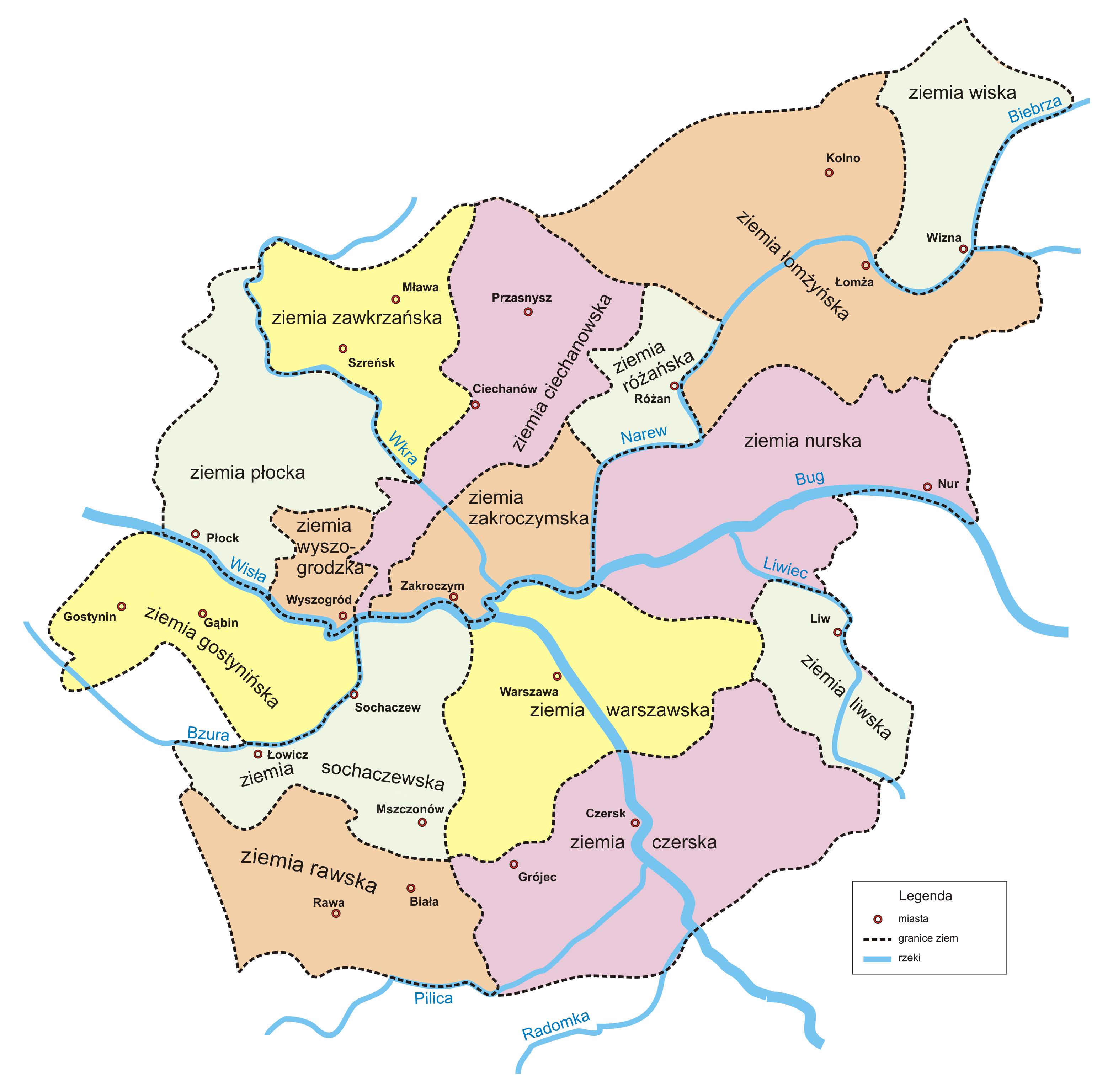
Herzogtum Rawa (orange)

Das Herzogtum Rawa (polnisch Księstwo rawskie, lateinisch Ducatus Ravensis) war ein Teilfürstentum Polens von 1313 bis 1370 und von 1381 bis 1442 mit der Hauptfeste Rawa Mazowiecka. Sitz der Herzöge war die Burg Rawa.

## Geschichte
1310 wurde durch die Teilung des Herzogtum Płock das Herzogtum Rawa aus seinen südlichen Ländereien geschaffen, dessen erster Herzog Siemowit II. wurde. 1370 kam es zusammen mit dem Herzogtum Warschau an das Herzogtum Czersk, um 1381 erneut für Herzog Siemowit IV. von diesem abgespalten zu werden. Nach dem Tod von Siemowit V. kam es erneut an das Herzogtum Czersk und fiel mit diesem nach dem Tod von Janusz III. als erledigtes Lehen an das Königreich Polen, wo es in das Land Rawa als Teil der Woiwodschaft Masowien umgewandelt wurde.

## Herzöge
- Siemowit II. 1313–1345
- als Erbengemeinschaft gemeinschaftlich die Brüder: Siemowit III. und Kasimir I. (Warschau) 1345–1349
- Siemowit III. 1349–1370
- Siemowit IV. 1381–1426
- als Erbengemeinschaft gemeinschaftlich die Brüder: Trojden II. (bis 1427), Kazimierz II. (Masowien), Władysław I. (Płock) und Siemowit V. 1426–1434
- Siemowit V. 1434–1442